# Chef d'État du Cameroun
Les  chefs de l'État sous tutelle du Cameroun sont successivement:
1. André-Marie Mbida, 12 mai 1957 au 18 février 1958.
2. Amadou Ahidjo, du 18 février 1958 au  1er janvier 1960.

L'indépendance du 1er janvier 1960 proclame la République du Cameroun.